# Smałouka (obwód homelski)
Smałouka (biał. Смалоўка; ros. Смоловка, Smołowka; pol. hist. Smołówka) – wieś na Białorusi, w obwodzie homelskim, w rejonie oktiabrskim, w sielsowiecie Krasnaja Słabada, nad Oressą.